# Felton (Pennsilvània)
Felton és una població dels Estats Units a l'estat de Pennsilvània. Segons el cens del 2000 tenia 449 habitants.

## Demografia
Segons el cens del 2000, Felton tenia 449 habitants, 173 habitatges, i 131 famílies. La densitat de població era de 266,7 habitants per quilòmetre quadrat.
Dels 173 habitatges en un 31,2% hi vivien nens de menys de 18 anys, en un 68,8% hi vivien parelles casades, en un 5,8% dones solteres, i en un 23,7% no eren unitats familiars. En el 18,5% dels habitatges hi vivien persones soles el 5,8% de les quals corresponia a persones de 65 anys o més que vivien soles. El nombre mitjà de persones vivint en cada habitatge era de 2,6 i el nombre mitjà de persones que vivien en cada família era de 2,98.
Per edats la població es repartia de la següent manera: un 21,2% tenia menys de 18 anys, un 9,6% entre 18 i 24, un 31,4% entre 25 i 44, un 26,7% de 45 a 60 i un 11,1% 65 anys o més.
L'edat mediana era de 40 anys. Per cada 100 dones de 18 o més anys hi havia 100 homes.
La renda mediana per habitatge era de 42.353 $ i la renda mediana per família de 53.125 $. Els homes tenien una renda mediana de 36.607 $ mentre que les dones 22.679 $. La renda per capita de la població era de 19.322 $. Entorn del 4,1% de les famílies i el 5,7% de la població estaven per davall del llindar de pobresa.

## Poblacions més properes
El següent diagrama mostra les poblacions més properes.